# Савинківська сільська рада
Са́винківська сільська́ ра́да — адміністративно-територіальна одиниця та орган місцевого самоврядування в Корюківському районі Чернігівської області. Адміністративний центр — село Савинки.

## Загальні відомості
- Територія ради: 62,126 км²
- Населення ради: 681 особа (станом на 2001 рік)

## Населені пункти
Сільській раді підпорядковані населені пункти:
- с. Савинки
- с. Бурківка

## Склад ради
Рада складається з 12 депутатів та голови.
- Голова ради: Лісений Віктор Миколайович
- Секретар ради: Данченко Ніна Іванівна

### Керівний склад попередніх скликань
| Прізвище, ім'я, по батькові | Основні відомості                                                                       | Дата обрання | Дата звільнення |
| --------------------------- | --------------------------------------------------------------------------------------- | ------------ | --------------- |
| Примаченко Тамара Іванівна  | Сільський голова, 1956 року народження, член Партії регіонів                            | 26.03.2006   | 31.10.2010      |
| Лісений Віктор Миколайович  | Сільський голова, 1968 року народження, освіта середня спеціальна, член Партії регіонів | 31.10.2010   |                 |

Примітка: таблиця складена за даними сайту Верховної Ради України

### Депутати
За результатами місцевих виборів 2010 року депутатами ради стали:

#### За суб'єктами висування
| Суб'єкт висування            | Кількість обраних депутатів | %    |
| ---------------------------- | --------------------------- | ---- |
| Партія регіонів              | 11                          | 91,7 |
| Соціалістична партія України | 1                           | 8,3  |

#### За округами
| № округу                     | Прізвище, ім'я, по батькові      | Дата визнання обраним | Освіта             | Партійна приналежність             | Відомості про обраного депутата                                      |
| ---------------------------- | -------------------------------- | --------------------- | ------------------ | ---------------------------------- | -------------------------------------------------------------------- |
| Партія регіонів              |                                  |                       |                    |                                    |                                                                      |
| 1                            | Лісена Марія Олександрівна       | 01.11.2010            | середня            | позапартійна                       | пенсіонер                                                            |
| 2                            | Стукало Оксана Володимирівна     | 01.11.2010            | середня спеціальна | позапартійна                       | Савинківське відділення зв'язку, завідувачка                         |
| 4                            | Коробєйнікова Людмила Миколаївна | 01.11.2010            | середня            | член Партії регіонів               | Сядринське СТ, продавець                                             |
| 5                            | Лісена Надія Василівна           | 01.11.2010            | середня            | член Партії регіонів               | Савинківській фельдшерсько-акушерський пункт, молодша медична сестра |
| 6                            | Никифоренко Вікторія Сергіївна   | 01.11.2010            | вища               | член Партії регіонів               | ТОВ «Корюківка Агро», бухгалтер                                      |
| 7                            | Калюжна Тамара Григорівна        | 01.11.2010            | середня спеціальна | позапартійна                       | ПОСП «Мрія», бухгалтер                                               |
| 8                            | Примаченко Тамара Іванівна       | 01.11.2010            | вища               | член Партії регіонів               | Савинківська сільська рада, голова                                   |
| 9                            | Заєць Ольга Миколаївна           | 01.11.2010            | середня спеціальна | позапартійна                       | Савинківська сільська рада, бухгалтер                                |
| 10                           | Данченко Ніна Іванівна           | 01.11.2010            | вища               | позапартійна                       | Савинківська сільська рада, секретар                                 |
| 11                           | Стукало Людмила Володимирівна    | 01.11.2010            | середня спеціальна | член Партії регіонів               | Савинківський фельдшерсько-акушерський пункт, фельдшер               |
| 12                           | Примаченко Наталія Григорівна    | 01.11.2010            | середня спеціальна | позапартійна                       | Савинківське від. ветмед., санітарка                                 |
| Соціалістична партія України |                                  |                       |                    |                                    |                                                                      |
| 3                            | Шемет Тамара Володимирівна       | 01.11.2010            | середня спеціальна | член Соціалістичної партії України | Савинківській фельдшерсько-акушерський пункт, медична сестра         |